# Lojain Omran
Lojain Omran ou Lujeen Omran (26 octobre 1977), est une journaliste et présentatrice saoudienne. Elle est surtout connue en tant que chroniqueuse et présentatrice de l'émission Bonjour le monde arabe (Sabah el kheir ya arabe) sur Middle East Broadcasting Center (MBC). 

## Biographie
Elle est née le 26 octobre 1977 dans la ville de Al Jabil à l'est de l'Arabie saoudite.  Sa sœur cadette est l'actrice et chanteuse Aseel Omran.  Elle se marie jeune et a deux enfants, Samir et Jilan, mais elle divorce après la naissance des enfants. 
Elle commence sa carrière professionnelle en travaillant dans le secteur bancaire en 1999 à Ryad, comme coordonnatrice des opérations pour les envois de fonds d'une banque saoudienne . Puis elle se rend en 2002 à Bahrein pour continuer son travail à la Citibank dans la section Visa, pour le recouvrement des créances, puis à la Foton Idio Tinment (en arabe : فتون إديو تينمنت) en tant que directrice des opérations jusqu'en 2004. Elle s'oriente ensuite dans le domaine médiatique à travers son travail en tant qu'animatrice de la télévision du Bahrein.

### Carrière médiatique
Elle travaille à la télévision du Bahreïn où elle présente, en 2004, le programme Al hal maa Lojain, après avoir co-présenté le programme Ya halla sur la chaîne Rotana GCC. Elle est ensuite retenue pour présenter une émission matinale sur MBC. Au delà de deux singularités parmi les personnalités de la télévision bahreïnien, le fait qu'elle soit saoudienne et qu'elle ne porte pas de voile, elle amène un changement qualitatif dans les programmes qu'elle anime, osant quelquefois consacrer l'antenne à des sujets sensibles, en se plaçant dans l'analyse. Elle présente des soirées de poésie à plusieurs festivals culturels, à Doha  en 2005, et à Abu Dhabi. Elle exerce le métier de journaliste dans le domaine de la presse papier. À la suite d'une page controversée dans l'une des publications en Arabie saoudite, elle est sélectionnée  comme une des personnalités les plus influentes chez les jeunes pour 2009, puis comme meilleure présentatrice en 2009 dans le journal Zahrat Al Khaleej.
Elle est considérée comme une personne d'influence sur les médias sociaux,, et le magazines Forbes la classe parmi les 100 personnalités influentes du monde arabe en 2017,. Elle aurait 11 millions de followers sur Instagram.
En 2017, une chaire portant son nom est annoncée et associée à un prix de communication : au cours de sa visite à l'université, la journaliste insiste devant les étudiants sur la vérification nécessaire des informations.

## Émissions
Elle est connue pour ses interventions à la télévision qui touchent un nombreux public arabe :
- 2009 : Bonjour le monde arabe (Sabah el kheir ya arabe)
- 2012 : Stars on Board (série télévisée)
- 2014 : Stars on Vacation (série télévisée)
- 2022 : Dubai Bling (série télévisée)